# Strzemecki
Strzemecki (forma żeńska Strzemecka; liczba mnoga Strzemeccy) – polskie nazwisko. Noszą je około 442 osoby. Najwięcej osób o tym nazwisku mieszka na terenie miasta Łodzi, powiatu przysuskiego i miasta Krakowa. Strzemeccy należą do herbownych używających herbu Lubicz.

## Etymologia
Nazwisko datowane od 1731 r., pochodzi od wsi Strzemięcin (obecnie osiedle Grudziądza) w województwie kujawsko-pomorskim. 

## Znane osoby noszące to nazwisko
- Halina Radomska-Strzemecka (ur. 1888, zm. ?) – pisarka[6].
- Józef Strzemecki (ur. 1818, zm. przed 1877) – uczestnik Spisku Hildebrandta.
- Kazimierz Strzemecki (ur. 1924, zm. 2008) – operator filmowy[7].
- Wojciech Strzemecki (ur. 1979) – brydżysta, Arcymistrz Międzynarodowy (PZBS), World Master (WBF), zawodnik TS Wisła Kraków[8].